# Aeroportul Palapye
Aeroportul Palapye (IATA: QPH, ICAO: FBPY) este un aeroport din Districtul Central, Botswana, Botswana ce deservește zona Palapye. A fost numit după zona deservită.
Situat la o altitudine de 925 m, aeroportul dispune de o singură pistă.